# Сотэюган
Сотэюган (устар. Сотэ-Юган) — река в России, протекает по Ханты-Мансийскому АО. Устье реки находится в 131 км по правому берегу реки Малая Сосьва. Длина реки составляет 137 км.

## Притоки
- 11 км: Айюган (пр)
- 26 км: Мухтынгъюган (пр)
- 57 км: Ай-Шошъюган (пр)
- 60 км: Мена (лв)
- 66 км: Ун-Шошъюган (пр)
- 121 км: Ай-Сотэюган (лв)
- Сотэсоим (лв)

## Данные водного реестра
По данным государственного водного реестра России относится к Нижнеобскому бассейновому округу, водохозяйственный участок реки — Северная Сосьва, речной подбассейн реки — Северная Сосьва. Речной бассейн реки — (Нижняя) Обь от впадения Иртыша.
Код объекта в государственном водном реестре — 15020200112115300028695.